# Posttjänstemännens förening
Posttjänstemännens förening var 1891–1983 en facklig organisation för högre tjänstemän inom posten av lägst postexpeditörs grad samt kansli- och kontorsbiträden.
Den av T. Holm 1890-1891 utgivna tidningen Posten yrkade för inrättandet av en sådan förening. Den utgav först sin egen tidning, Svenskt postarkiv, men från 1920 var Svensk trafiktidning föreningens organ. Posttjänstemännens förening tillhörde 1975-1983 TCO och uppgick därefter i Statstjänstemannaförbundet.